# Kriegswald
Der Kriegswald ist ein Berg auf der Münchberger Hochfläche, der im Südosten des Frankenwaldes liegt.

## Geografie
Der 728 m ü. NHN hohe und breit hingelagerte bewaldete Berg liegt auf der Gemarkung Oberweißenbach und fünf Kilometer westsüdwestlich der Stadt Helmbrechts. Die umliegenden Ortschaften sind Ort, Kriegsreuth, Rappetenreuth und Bärenbrunn, etwa einen Kilometer ostsüdöstlich erhebt sich der 699 m ü. NHN hohe Reussenberg. Über den wasserreichen Kriegswald verläuft die Wasserscheide zwischen Main und Saale.

## Nutzung
Über den Kriegswald verlaufen mehrere Wanderwege und während der Wintersaison gut gespurte Langlaufloipen. In den Sommermonaten dient der Berg als Übungsgelände für Langlaufsportler.

## Geschichte
Auf dem Berg befinden sich die archäologischen Spuren von Erdschanzen, die zusammen mit diversen Sagenerzählungen auf Kampfhandlungen im Bereich des Berges schließen lassen. Diese haben vermutlich aber bereits vor dem Beginn der Besiedelung des Frankenwaldes durch fränkische Kolonisten stattgefunden.